# 古宾河
古宾河，位于中华人民共和国贵州省东南部和广西壮族自治区北部，是大环江右岸支流，上游在贵州省境内称茂兰河，发源于贵州省荔波县茂兰镇龙洞坪村东北的罗家寨坡，南流至更排折向西，过甲介水库后转西南流，经茂兰镇驻地至韦寨转向东南，伏流6千米，在巴克出洞左纳立化河，南流至蒙寨下游4千米处进入广西环江毛南族自治县境，东南流至环江县洛阳镇江口村以东汇入大环江。河长98千米，流域面积1353平方千米，其中贵州588平方千米，广西765千米。流域内岩溶暗河发育。